# Bruno Fernandes
Bruno Miguel Borges Fernandes (Maia, 8 september 1994) is een Portugees profvoetballer die doorgaans als aanvallende middenvelder speelt. Hij verruilde Sporting Portugal in januari 2020 voor Manchester United. Fernandes debuteerde in 2017 als international in het Portugees voetbalelftal.

## Clubcarrière

### Jeugd
Fernandes is geboren in Maia en was als kind fan van Boavista en Manchester United. Zijn vader emigreerde naar Zwitserland en wilde Bruno met zich meenemen, maar hij weigerde wegens de staat van het Zwitserse voetbal op dat moment . Hij begon met voetballen bij Infesta en kwam in 2004 op tienjarige leeftijd terecht in de jeugdacademie van Boavista, de tweede club uit Porto. Daar speelde hij acht jaar, tot hij vertrok uit zijn geboorteland. Hij had ook een aanbieding ontvangen vanuit de academie van FC Porto, maar Boavista bood hem transport van en naar training. Bij Boavista begon hij als centrale verdediger, maar op zijn vijftiende werd hij aanvallende middenvelder.

### Novara
Op 27 augustus 2012 tekende hij een profcontract bij het Italiaanse Novara, dat uitkwam in de Serie B. Zijn eerste periode in Italië vond Fernandes moeilijk: hij had heimwee en moeite met de taal. Nadat zijn vriendin ook naar Italië was verhuisd, begon hij sneller de taal te leren en voelde hij zich thuis. Hij kreeg bijnamen als de 'Maradona van Novara' en 'Mini Rui Costa', naar beroemde aanvallende middenvelders die ook in Italië speelde. Na een paar weken werd hij al deel van de eerste selectie. Op 3 november maakte hij zijn profdebuut, tegen Cittadella. Op 22 februari 2013 scoorde hij tegen Spezia zijn eerste doelpunt voor Novara. In zijn eerste seizoen haalde hij de play-offs om promotie, na het behalen van de vijfde plaats. Hij speelde 23 wedstrijden en kwam daarin tot vier goals en twee assists.

### Udinese
Op 20 juni 2013 maakte Udinese de komst van Fernandes bekend, terwijl ook Internazionale en Juventus interesse hadden. Udinese legde een bedrag van 2,5 miljoen euro op tafel voor de centrale middenvelder. Hij maakte op 3 november tegen Internazionale als invaller zijn debuut voor Udinese in de Serie A. Op 7 december was hij tegen Napoli (3-3) goed voor zijn eerste goal en assist voor de club. Hij kwam tot vier goals en zes assists in zijn eerste seizoen op het hoogste niveau. In totaal speelde Fernandes drie seizoenen voor Udinese. Daarin kwam hij tot 95 wedstrijden, elf goals en dertien assists.

### Sampdoria
Op 16 augustus 2016 werd Fernandes voor de duur van een seizoen op huurbasis overgenomen door Sampdoria. In het huurcontract werd een verplichte optie tot koop opgenomen, voor circa 6 miljoen euro. Twaalf dagen later maakte hij tegen Atalanta Bergamo zijn competitiedebuut voor Sampdoria. Op 26 september scoorde hij tegen Cagliari zijn eerste doelpunt voor Sampdoria. Hij scoorde vijf goals in 33 competitiewedstrijden. 

### Sporting CP
Op 27 juni 2017, na zijn deelname aan het EK onder 21, vertrok Fernandes voor een bedrag van 8,5 miljoen euro exclusief bonussen na Sporting CP, waar hij een contract tekende voor vijf seizoenen. Op 6 augustus maakte hij tegen Desportivo das Aves zijn debuut voor de club. Hij scoorde vier goals in zijn eerste vijf Primeira Liga-wedstrijden, waaronder twee goals in een 5-0 overwinning op Vitória. Op 12 september maakte hij tegen Olympiakos Piraeus zijn debuut in de Champions League. Hij scoorde de derde treffer in een 3-2 overwinning op de Grieken. Hij eindigde zijn debuutseizoen in zijn thuisland met zestien goals in alle competities, waarmee hij achter Bas Dost clubtopscorer was, en 20 assists. Daarmee werd hij uitgeroepen tot Primeira Liga Speler van het Jaar en opgenomen in het Team van het Seizoen.
Op 15 mei werden Fernandes en teamgenoten verwond door een groep van vijftig Sporting-supporters op de trainingsbelden, nadat het team derde was geëindigd en kwalificatie voor de Champions League had misgelopen. Desondanks stemde het team ermee het weekend erop de finale van de Taça de Portugal te spelen, hoewel deze verloren ging. Na het seizoen tekende hij een nieuw vijfjarig contract met een afkoopclausule van 100 miljoen euro. 
Op 3 maart 2019 scoorde Fernandes zijn 23'ste doelpunt van het seizoen in een 3-1 overwinning op Portimonense, waarmee hij het clubrecord van António Oliveira van meeste goals voor een middenvelder in één seizoen uit 1981/82. Op 5 mei scoorde hij een hattrick in een 8-1 overwinning op B-SAD, waarmee hij het record pakte voor meeste goals als Portugese middenvelder in één seizoen (32 in totaal). Bovendien won hij beide Portugese bekers, de Taça de Portugal en de Taça da Liga, door in de finales tweemaal FC Porto te verslaan. In totaal was hij goed voor 32 goals en achttien assists in 53 wedstrijden, waarmee hij opnieuw Speler van het Jaar werd in Portugal.
In de eerste tien wedstrijden van zijn derde seizoen in Portugal scoorde hij zeven keer, waaronder een reeks van zes achtereenvolgende wedstrijd waarin hij scoorde. Hij werd daarmee de derde Sporting-speler die dat voor elkaar kreeg, na Mário Jardel en Bas Dost. Op 28 november scoorde hij twee goals en gaf hij twee assists in een 4-0 overwinning op PSV, waarmee Sporting zich kwalificeerde voor de knock-outfase van de Europa League. In totaal speelde Fernandes 137 wedstrijden voor de club, waarin hij goed was voor 63 goals en 50 assists.

### Manchester United
Na tweeënhalf seizoen bij de Portugese club tekende Fernandes in januari 2020 een contract tot medio 2025 bij Manchester United. Dat betaalde 55 miljoen euro voor hem, een som die door bonussen zou kunnen oplopen tot 80 miljoen euro. Trainer Ole Gunnar Solskjær nam hem ook bij de Engelsen meteen op in het basiselftal. Op 1 februari maakte hij in de Premier League tegen Wolverhampton Wanderers zijn debuut voor Manchester United. Op 23 februari was hij tegen Watford goed voor zijn eerste goal voor United, terwijl hij ook een assist afleverde. Op 16 maart werd Fernandes uitgeroepen tot Premier League Player of the Month voor de maand februari. Die prijs won hij ook voor de maand juni, terwijl hij die maand ook de prijs won voor Goal of the Month. Daarmee werd hij de eerste speler in de geschiedenis van de Premier League om beide prijzen in één maand te winnen. Hij werd ook de eerste Manchester United-speler die twee maanden achter elkaar de prijs voor Player of the Month won, sinds Cristiano Ronaldo in 2006/07. In september werd Fernandes de Player of the Year overhandigd. Met acht goals en zeven assists in veertien competitiewedstrijden was hij belangrijk in het behalen van de derde plek in de Premier League. Ook scoorde hij drie goals in de Europa League, waarin United in de halve finale werd uitgeschakeld door Sevilla.
Op 26 september scoorde Fernandes tegen Brighton & Hove Albion zijn eerste goal van het seizoen, in de 100'ste minuut. Het was een van de laatste goals in de geschiedenis van de Premier League en kwam nadat scheidsrechter Chris Kavanagh al had afgefloten voor het einde van de wedstrijd. Daarna wees de videoscheidsrechter op een penalty en kwamen beide teams opnieuw het veld op, zodat Fernandes vanaf de stip de winnende 3-2 kon maken. Hij werd in november voor de derde keer dat jaar uitgeroepen tot Speler van het Jaar, met vier goals en één assist die maand. In december werd hij met drie goals en vier assists voor de vierde keer Speler van het Jaar, waarmee hij de eerste speler werd met vier van deze prijzen in één kalenderjaar. Op 2 februari 2021 scoorde hij eenmaal en gaf hij twee assists in een 9-0 overwinning op Southampton, waarmee de grootste overwinning van United in de Premier League werd geëvenaard. Hij eindigde het seizoen als derde op de topscorerslijst met achttien goals en tweede op de assistlijst met twaalf assists, waardoor hij opnieuw Player of the Year van United werd. Zijn laatste wedstrijd van het seizoen was de Europa League-finale tegen Villarreal. Deze werd op strafschoppen verloren, hoewel Fernandes de zijne binnenschoot.
In de openingswedstrijd van het seizoen 2021/22 scoorde Fernandes een hattrick tegen Leeds United, dat met 5-1 verslagen werd. Op 23 november leverde Fernandes een assist op een goal van Jadon Sancho tegen Villarreal, waarmee United de knock-outfase bereikte. Met deze assist werd hij bovendien de eerste speler om in vijf opeenvolgende Champions League-wedstrijden een assist te leveren. Op 2 december speelde Fernandes zijn 100'ste wedstrijd voor Manchester United in de wedstrijd tegen rivaal Arsenal, dat met 3-2 werd verslagen mede door de openingstreffer van Fernandes. Op 1 april 2022 tekende Fernandes een nieuw contract bij United tot de zomer van 2026, met een optie voor nog een seizoen. Op 2 mei scoorde hij zijn vijftigste goal voor United in een 3-0 overwinning op Brentford. De club eindigde op een teleurstellende zesde plaats, wat Europa League opleverde. Fernandes was goed voor tien goals en veertien assists. 
Voor het seizoen 2022/23, vanaf de komst van Erik ten Hag als nieuwe hoofdtrainer, ging Fernandes van rugnummer 18 naar zijn favoriete nummer 8, na het vertrek van Juan Mata. Met dat rugnummer speelde hij ook bij Sporting, vanwege de geboortedatum van zijn vader en van zichzelf. Op 3 januari 2023 speelde Fernandes zijn 150'ste wedstrijd voor United in een 3-0 overwinning op AFC Bournemouth, waarin hij goed was voor een assist op Marcus Rashford. Vijftien dagen later scoorde hij tegen Crystal Palace, wat zijn honderste goalcontributie betekende voor United. Hij werd daarmee ook de Man United-middenvelder met de meeste goalcontributies achter Paul Scholes. Op 26 februari startte Fernandes in de finale van de EFL Cup tegen Newcastle United, dat met 2-0 verslagen werd. Het was de eerste prijs voor Fernandes sinds zijn komst naar Engeland. In de competitie eindigde United derde, waarmee het zich verzekerde van Champions League-voetbal. De FA Cup-finale was een prooi voor rivaal Manchester City, hoewel Fernandes in de finale scoorde.
Op 20 juli werd Fernandes aangesteld als nieuwe aanvoerder, Harry Maguire vervangend. Op 26 augustus was hij tegen Nottingham Forest goed voor zijn eerste goal en assist van het seizoen. Toch waren de daaropvolgende maanden lastig, onder meer door de laatste plek van United in hun CL-poule. Het aanvoerdersschap van Fernandes kwam ook onder druk te staan, hoewel hij in het wereldvoetbal de speler was die tussen 15 september 2022 en 15 september 2023 de meeste wedstrijden en minuten speelde (72 en 6.666). Tijdens de winterstop van 2024 ontving Fernandes een aanbieding ter waarde van 100 miljoen euro van Al-Hilal. Fernandes wees deze aanbieding zelf af en vertelde dat hij 'unfinished business' had bij United. Op 7 april scoorde hij zijn 50'ste PL-goal tegen aartsrivaal Liverpool. Hij werd dat seiezoen voor derde keer uitgeroepen tot Speler van het Jaar van Man United. Ook stond hij in de finale van de FA Cup tegen Manchester City. Fernandes gaf een assist op een goal van Kobbie Mainoo en zag zijn ploeg uiteindelijk met 2-1 winnen. Het was zijn tweede prijs met United en zijn eerste als clubcaptain. Die zomer werd hij opnieuw in verband gebracht met een transfer naar Saoedi-Arabië, maar met het verlengen van zijn contract tot de zomer van 2027 werden aan die rumoeren een eind gebracht.
Op 29 september werd Fernandes met een rode kaart van het veld gestuurd door een overtreding op James Maddison in een 3-0 nederlaag tegen Tottenham Hotspur. Deze kaard werd door de FA geseponeerd. Vier dagen later werd hij tegen FC Porto echter opnieuw met rood van het veld gestuurd. Hiermee werd hij de eerste United-speler met rode kaarten in twee opeenvolgende wedstrijden sinds Éric Cantona in maart 1994. Hij maakte op 11 november zijn 250'ste wedstrijd voor Manchester, in een 3-0 overwinning op Leicester City, waarin hij goed was voor een goal en een assist. Op 26 december pakte Fernandes tegen Wolverhampton zijn derde rode kaart van het seizoen. Hij werd de eerste United-speler sinds Nemanja Vidić in 2008/09 met drie rode kaarten in één seizoen. Op 13 maart was hij goed voor een hattrick tegen Real Sociedad, in de zestiende finale van de Europa League. In de Premier League was hij goed voor twee goals en twee assists, waarmee hij voor de vijfde keer de prijs voor Player of the Month won. Hij was goed voor twee goals en één assist in de halve finales van de Europa League tegen Athletic Club, waardoor Fernandes de finale bereikte. 

## Clubstatistieken
| Seizoen | Club              | Competitie     | Competitie | Competitie | Competitie | Beker | Beker | Beker | Internationaal | Internationaal | Internationaal | Totaal | Totaal | Totaal |
| Seizoen | Club              | Competitie     | Wed.       | Dlp.       | Ass.       | Wed.  | Dlp.  | Ass.  | Wed.           | Dlp.           | Ass.           | Wed.   | Dlp.   | Ass.   |
| ------- | ----------------- | -------------- | ---------- | ---------- | ---------- | ----- | ----- | ----- | -------------- | -------------- | -------------- | ------ | ------ | ------ |
| 2012/13 | Novara            | Serie B        | 23         | 4          | 2          | 0     | 0     | 0     | —              | —              | —              | 23     | 4      | 2      |
| 2013/14 | Udinese           | Serie A        | 24         | 4          | 6          | 4     | 0     | 0     | —              | —              | —              | 28     | 4      | 6      |
| 2014/15 | Udinese           | Serie A        | 31         | 3          | 2          | 3     | 1     | 1     | —              | —              | —              | 34     | 4      | 3      |
| 2015/16 | Udinese           | Serie A        | 31         | 3          | 4          | 2     | 0     | 0     | —              | —              | —              | 33     | 3      | 4      |
| 2016/17 | Sampdoria         | Serie A        | 33         | 5          | 2          | 2     | 0     | 1     | —              | —              | —              | 35     | 5      | 3      |
| 2017/18 | Sporting Portugal | Primeira Liga  | 33         | 11         | 8          | 9     | 1     | 3     | 14             | 4              | 7              | 56     | 16     | 18     |
| 2018/19 | Sporting Portugal | Primeira Liga  | 33         | 20         | 13         | 12    | 9     | 3     | 8              | 3              | 2              | 53     | 32     | 18     |
| 2019/20 | Sporting Portugal | Primeira Liga  | 17         | 8          | 7          | 6     | 2     | 4     | 5              | 5              | 3              | 28     | 15     | 14     |
| 2019/20 | Manchester United | Premier League | 14         | 8          | 7          | 3     | 1     | 0     | 5              | 3              | 1              | 22     | 12     | 8      |
| 2020/21 | Manchester United | Premier League | 37         | 18         | 11         | 6     | 1     | 1     | 15             | 9              | 5              | 58     | 28     | 17     |
| 2021/22 | Manchester United | Premier League | 36         | 10         | 6          | 3     | 0     | 1     | 7              | 0              | 7              | 46     | 10     | 14     |
| 2022/23 | Manchester United | Premier League | 37         | 8          | 8          | 11    | 5     | 2     | 11             | 1              | 4              | 59     | 14     | 14     |
| 2023/24 | Manchester United | Premier League | 35         | 10         | 8          | 7     | 3     | 3     | 6              | 2              | 2              | 48     | 15     | 13     |
| 2024/25 | Manchester United | Premier League | 33         | 8          | 10         | 7     | 4     | 4     | 13             | 7              | 5              | 53     | 19     | 19     |
| TOTAAL  | TOTAAL            | TOTAAL         | 415        | 120        | 94         | 75    | 27    | 23    | 84             | 34             | 36             | 575    | 181    | 153    |

Bijgewerkt t/m 9 mei 2025.

## Interlandcarrière
Fernandes speelde in diverse Portugese jeugdelftallen, waaronder Portugal onder 19, Portugal onder 20 en Portugal onder 21. Hij vertegenwoordigde Portugal ook op de Olympische Zomerspelen van 2016. Hij nam met het Portugees voetbalelftal deel aan het WK 2018. Fernandes debuteerde op 10 november 2017 onder bondscoach Fernando Santos in het Portugees voetbalelftal, in een met 3–0 gewonnen oefeninterland tegen Saoedi-Arabië. Zijn eerste interlanddoelpunt volgde op 7 juni 2018. Hij kopte toen de 2–0 binnen in een met 3–0 gewonnen oefeninterland thuis tegen Algerije. Santos nam Fernandes ook op in zijn selectie voor het WK 2018. Hierop kwam hij twee keer in actie, in de eerste twee groepswedstrijden. Fernandes won op 9 juni 2019 de finale van de Nations League 2018/19 met Portugal. Hierin speelde hij 81 minuten mee. 
Hij werd op 21 mei 2024 door bondscoach Roberto Martínez opgenomen in de Portugese selectie voor het EK 2024 in Duitsland. Portugal won een groep met Tsjechië, Turkije en Georgië, schakelde in de achtste finales Slovenië uit en verloor in de kwartfinales op strafschoppen van Frankrijk. Fernandes kwam op het toernooi enkel tegen Georgië niet in actie. Hij scoorde tegen Turkije (0–3) en benutte zijn strafschop in de penaltyreeks tegen Slovenië.

## Erelijst
| Competitie          |                   |                   |                   |                   |
| Competitie          | Aantal            | Jaren             |                   |                   |
| Sporting Portugal   | Sporting Portugal | Sporting Portugal | Sporting Portugal | Sporting Portugal |
| ------------------- | ----------------- | ----------------- | ----------------- | ----------------- |
| Taça de Portugal    | 1x                | 2018/19           |                   |                   |
| Taça da Liga        | 2x                | 2017/18, 2018/19  |                   |                   |
| Manchester United   |                   |                   |                   |                   |
| EFL Cup             | 1x                | 2022/23           |                   |                   |
| FA Cup              | 1x                | 2023/24           |                   |                   |
| Portugal            |                   |                   |                   |                   |
| UEFA Nations League | 2x                | 2018/19, 2024/25  |                   |                   |